# Kolbenzähler-Durchflussmesser

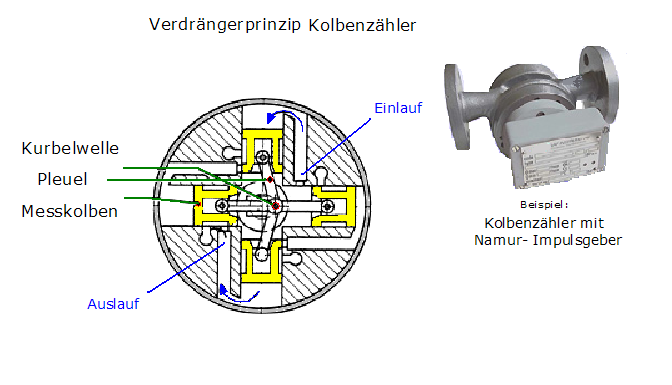
Messprinzip

Unter dem Begriff Kolbenzähler versteht man Durchflussmesser, die nach dem Verdrängerprinzip arbeiten. Diese hochgenauen Volumenzähler eignen sich für den rauen Industrieeinsatz und auch für die Anwendung im Laborbereich.
Die Kolbenzähler stellen heute die gängige Technik zur Messung der Durchflussmenge flüssiger Kraftstoffe in Tankgeräten für Kraftfahrzeuge neben den Treibschieber-Durchflussmesser als Volumenzähler dar. Ebenfalls ist es ein gängiges Messverfahren zum Überwachen von Vorgängen auf einer Tankstelle.

## Messprinzip
Eine drehbare Kurbelwelle mit 4 über Pleuel verbundenen Messkolben wird durch das Medium bewegt. Die in Zylindern gleitenden Kolben bilden 4 Messkammern, die pro Umdrehung ein reproduzierbares Volumen ergeben. Die Umdrehungen werden durchführungsfrei über eine Magnetkupplung an ein mechanisches Zählwerk oder einen Impulsgeber übertragen. Die mit dem Medium in Verbindung stehenden Teile sind meist aus Edelstahl bzw. Teflon gefertigt.
Aufgrund der Konstruktion ermöglicht dieses Messprinzip hochgenaue viskositätsunabhängige Durchflussmessungen. Messgenauigkeit: < 0,5 % vom Messwert.

## Zählwerke
- Standard Messbereiche für Tankanlagen: 50, 80, 130 Liter/Minute mit integriertem Impulsgeber
- Namur-Impulsgeber
- Totalisator mit Drucker
- Durchfluss-Computer
- elektronischer Preisrechner mit Kommunikationsprotokolle (RS485) und Literimpulse zur internen Kommunikation durch CAN-Bus-Interface

## Anwendung
- Durchflussmessung von niedrig- bis mittelviskosen Flüssigkeiten
- Additivdosierung und Hydraulikanwendungen
- Messung von Chemikalien, Kraftstoffen, Ölen
- Durchflussmessung Tankwagen (eichfähig)
- Durchflussregelungen, Pumpensteuerung
- Verfahren zum Überwachen von Vorgängen auf einer Tankstelle
  - Zapfsäulen
  - Service-Einheiten für Tankstellen

### Anwendungsbeispiel
Bei dem Verfahren zum Überwachen von Vorgängen auf einer Tankstelle werden die Daten vom Kolbenzähler aufgenommen. Diese Daten werden gesammelt und in ihrem zeitlichen Verlauf ausgewertet, vorzugsweise an den Kassenrechner oder einem Backoffice-Rechner der Tankstelle. Auf diese Weise lassen sich auch die Autokalibrierung der Füllstand-Messeinrichtung eines Lagertanks überprüfen und kalibrieren. Messabweichungen von Kraftstoffvolumen-Messeinrichtungen in den Zapfsäulen ermitteln und Rückschlüsse auf den Zustand von Kraftstofffiltern ziehen.

## Vorteile
- genaue und viskositätsunabhängige Durchflussmessungen
- Eichfähigkeit
- ATEX Zulassung

## Einzelnachweis
1. ↑  Zapfsäulen Anwendung (Memento des Originals vom 13. März 2016 im Internet Archive)  Info: Der Archivlink wurde automatisch eingesetzt und noch nicht geprüft. Bitte prüfe Original- und Archivlink gemäß Anleitung und entferne dann diesen Hinweis..